# Georg Altner
Ernst Georg Altner (Waldheim, 4 december 1901 - Dortmund, 12 april 1945) was een Duitse SS-Brigadeführer (brigadegeneraal), parlementslid voor de NSDAP in de Rijksdag en hoofdcommissaris van de politie in Dortmund.

## Leven
De vader van Altner was een medewerker in een inrichting. In 1908 zat Georg Altner op de Volksschule en het gymnasium in Waldheim, waar hij in 1917 zijn diploma behaalde. Tussen 1917 en 1919 voltooide hij een opleiding in een machinefabriek, en bezocht gelijktijdig de hogeschool in Mittweida die hij zonder diploma weer verliet. Van 1919 tot 1920 werkte Altner als bankwerker en draaier in Waldheim. Van 1921 tot 1933 werkte hij als opzichter voor een bouwbureau in Halle. Op 6 januari 1925 trouwde Altner met Elsa Margarethe Krenkel. Het echtpaar woonde op Ludwig-Wucherer-Straße 73 in Halle.
Van 1921 tot 1925 was Altner lid van de paramilitaire organisatie Wehrwolf. Daarna was Altner vanaf 1922 tot 1925 lid van de organisatie Stahlhelm. In 1925 trad Altner tot de Sturmabteilung toe, en kreeg meteen de leiding over Sturm 26. Op 10 april 1926 werd hij lid van de NSDAP. Van 1926 tot 1928 was hij propagandaleider voor het NSDAP-district van Rochlitz en Colditz. Daarna werkte hij als een persvoorlichter. Op 10 mei 1929 stapte hij over van de SA naar de SS. In de SS werd hij snel bevorderd en voerde op 24 december 1932 als SS-Standartenführer (kolonel) van de SS-Standarten 26 in Halle (Saale) aan.
Na de machtsovername in Duitsland door de NSDAP, was Georg Altner van 5 maart tot 14 oktober 1933 lid van de Pruisische Landdag. Vanaf 12 november 1933 was hij parlementslid voor de NSDAP in de Rijksdag.
Vanaf 22 juli 1933 nam Altner de volledige leiderschap over van de SS-Oberabschnitte XVI in Halle (Saale), om vervolgens op 20 maart 1934 in een gelijke functie over te stappen naar SS-Abschnitt VII in Koningsbergen. Op 12 april 1935 werd hij als stafchef geplaatst bij het SS-Oberabschnitt Südwest in Stuttgart.
Sinds 1934 had Altner aan militaire oefeningen deelgenomen en werd tot Oberleutnant der Reserve bevorderd. Vanaf mei 1940 nam Altner als commandant van een geniecompagnie deel aan de slag om Frankrijk. Op 15 juni 1940 werd hij zwaargewond. Door zijn deelname aan de slag om Frankrijk werd hij onderscheiden met het IJzeren Kruis 1939, 2e klasse en het gewondeninsigne 1939 in zwart.
Eind 1941 werd hij gedelegeerd naar het hoofdbureau van politie in Dortmund, daar werd Altner op 14 januari 1942 de hoofdcommissaris van politie en leider van de Kriminalpolizei in Dortmund. Op 1 januari 1941 werd hij tot SS-Brigadeführer (brigadegeneraal) en Generalmajor der Polizei bevorderd.
Na het binnenvallen van de geallieerde troepen pleegde Atlner zelfmoord, door zich in het Rombergpark aan het Mergelteichstraße in Dortmund door het hoofd te schieten. Een andere versie is dat hij door een langeafstandsschot om het leven is gekomen. Het was niet meer met zekerheid vast te stellen hoe hij om het leven is gekomen.

## Carrière
Atlner bekleedde verschillende rangen in zowel de Allgemeine-SS als Politie. De volgende tabel laat zien dat de bevorderingen niet synchroon liepen.
| Datums                                             | Sturmabteilung | Allgemeine-SS       | Heer                                               | Politie                          |
| -------------------------------------------------- | -------------- | ------------------- | -------------------------------------------------- | -------------------------------- |
| 1925                                               | SA-Truppführer | —                   | —                                                  | —                                |
| 1929                                               | SA-Sturmführer | —                   | —                                                  | —                                |
| 10 mei 1929                                        | —              | SS-Anwärter         | —                                                  | —                                |
| 30 april 1931                                      | —              | SS-Truppführer      | —                                                  | —                                |
| 6 juli 1931 (met ingang van 1 juli 1931)           | —              | SS-Sturmführer      | —                                                  | —                                |
| 27 november 1931 (met ingang van 15 november 1931) | —              | SS-Sturmbannführer  | —                                                  | —                                |
| 24 december 1932                                   | —              | SS-Standartenführer | —                                                  | —                                |
| 9 november 1933                                    | —              | SS-Oberführer       | —                                                  | —                                |
| 31 maart 1935                                      | —              | —                   | Gefreiter der Reserve en Reserve-Offizier-Anwärter | —                                |
| 1936                                               | —              | —                   | Feldwebel der Reserve                              | —                                |
| 1 april 1937                                       | —              | —                   | Leutnant der Reserve                               | —                                |
| 22 september 1938                                  | —              | —                   | —                                                  | Kommissarischer Polizeipräsident |
| 10 juli 1939                                       | —              | —                   | —                                                  | Polizeipräsident                 |
| 15 juni 1940                                       | —              | —                   | Oberleutnant der Reserve                           | —                                |
| 18 maart 1942 (met ingang van 1 januari 1942)      | —              | SS-Brigadeführer    | —                                                  | —                                |
| 18 maart 1942                                      | —              | —                   | —                                                  | Generalmajor der Polizei         |

- met de bevoegdheid om de rangonderscheidingstekens van een Generalmajor van de politie te dragen.[12][16][17]

## Lidmaatschapsnummers
- NSDAP-nr.: 34 339[18] (lid geworden op 10 april 1926[9][21][3])
- SS-nr.: 1421[18] (lid geworden op 10 mei 1929[9][21][3])

## Onderscheidingen
Selectie:
- Gouden Ereteken van de NSDAP[12][16][21] (nr. 34339)[22]  in 1934[9][17]
- SS-Ehrenring[16][21][23][17]
- Rijksinsigne voor Sport in zilver[9][12][16][21][24]
- Duits Ruiterinsigne in zilver en brons op 1 december 1937[9]
- IJzeren Kruis 1939, 2e Klasse in 1940[9][12][16][21][3]
- Gewondeninsigne 1939 in zwart in 1940[9][12][16][21]
- Kruis voor Oorlogsverdienste, 1e Klasse[12][16][21] (29 juni 1943[9][3]) en 2e Klasse[16][21] (3 augustus 1942[9][3]) met Zwaarden